# Vincent Gardenia
Vincent Gardenia (nacido Vincenzo Scognamiglio; Nápoles, Campania; 7 de enero de 1922-Filadelfia, Pensilvania; 9 de diciembre de 1992) fue un actor estadounidense de origen italiano nominado al premio Óscar y ganador de los premios Emmy y Tony.

## Biografía
Fue hijo de Elisa y Gennaro Gardenia Scognamiglio. Después de emigrar a los Estados Unidos siendo un niño, vivió la mayor parte de su vida en Brooklyn (Nueva York). En 1967 participó en el capítulo There Goes the Ballgame de la serie famosa en los años 70, The Fugitive, con David Janssen, con el papel de Gibbs, como agente de la policía buscando al Dr. Kimble, que había sido testigo en el secuestro de la hija de un dueño de periódicos Martin Balsam. En 1972, ganó el Premio Tony como actor revelación por su interpretación en The Prisoner of Second Avenue y en 1979 sería nominado como mejor actor en el musical Ballroom. Además, sería nominado a los Óscar en la categoría de mejor actor secundario por sus actuaciones en Muerte de un jugador (1973) y Hechizo de luna (1987). Y en televisión, Gardenia ganaría un premio Emmy en 1990 en la categoría de mejor actor de reparto en una miniserie en el serial Age-Old Friends.
Gardenia moriría de un infarto de miocardio en Filadelfia en 1992 a la edad de 70 años. Gardenia está enterrado en el cementerio de Saint Charles en Farmingdale, Long Island, Nueva York.
La parte de la 16.ª Avenida entre Cropsey Avenue y Shore Parkway en Bensonhurst, Brooklyn, Nueva York, donde vivió hasta su muerte, ha sido renombrada Vincent Gardenia Boulevard en su honor.

## Filmografía
- El sindicato del crimen (1960), de Burt Balaban.
- The Hustler (1961), de Robert Rossen.
- Mad Dog Coll (1961), de Burt Balaban.
- Ride with Terror (1963), de Ron Winston.
- El tercer día (1965), de Jack Smight.
- Misión: Imposible vs. el Mob
- There Goes the Ballgame (1967) The Fugitive serie TV.
- Little Murders (1971), de Alan Arkin.
- Muerte de un jugador (1973), de John D. Hancock.
- El justiciero de la ciudad (1974), de Michael Winner.
- Primera plana (1974), de Billy Wilder.
- Se venden incendios(1977), de Alan Arkin.
- El cielo puede esperar (1978), de Warren Beatty.
- El poder de fuego (1979), de Michael Winner.
- Una familia de locos (1980), de Brian De Palma.
- Yo soy la justicia (1982), de Michael Winner.
- Esto no es Hollywood (1985), de William Asher.
- La pequeña tienda de los horrores (1986), de Frank Oz.
- Hechizo de luna (1987), de Norman Jewison.
- Skin Deep (1989), de Blake Edwards.
- El súper (1991), de Rod Daniel

## Premios y distinciones
Premios Óscar
| Año  | Categoría              | Película             | Resultado |
| ---- | ---------------------- | -------------------- | --------- |
| 1974 | Mejor actor de reparto | Muerte de un jugador | Nominado  |
| 1988 | Mejor actor de reparto | Hechizo de luna      | Nominado  |